# Werkenntwen
Wer-kennt-wen (Kurzform: wkw) war ein soziales Netzwerk, das von der werkenntwen GmbH (ehemals wer-kennt-wen.de GmbH) mit Sitz in Köln betrieben wurde. Es gehörte seit Februar 2009 zu 100 % zu RTL interactive. Im März 2013 stand es mit knapp 2,1 Millionen aktiven Usern (Unique Visitors) auf Platz 11 der sozialen Netzwerke in Deutschland. Alle Online-Funktionen wurden am 2. Juni 2014 um 09:20 Uhr (MEZ) abgeschaltet.

## Geschichte
Gegründet wurde wer-kennt-wen am 3. Oktober 2006 von Fabian Jager und Patrick Ohler während ihres Studiums der Computervisualistik an der Universität Koblenz-Landau in Koblenz. Dieses Netzwerk war zu Beginn nur zu persönlichen Zwecken gedacht, es sollte Jager und Ohler den Kontakt zu ihren Bekannten vereinfachen, doch mit dem Zuwachs von Mitgliedern wuchs auch der Bekanntheitsgrad in Deutschland. Nach einem halben Jahr hatte man 50.000 Mitglieder, und am 2. Dezember 2007 wurde der millionste User registriert. Die beiden Gründer gaben die Geschäftsführung zum 1. September 2010 ab.
Betrieben wurde das Angebot von der Werkenntwen GmbH, an der seit Februar 2008 die RTL interactive GmbH zu 49 Prozent beteiligt war. Der Anteil wurde im Februar 2009 auf 100 Prozent erhöht. Ihren Höhepunkt hatte die Plattform im Jahr 2010. Im Februar 2012 gehörte wer-kennt-wen.de laut IVW-Prüfung mit rund 63 Millionen Unique Visits zu den zehn beliebtesten deutschsprachigen Websites. Nachdem die beiden Gründer die Geschäftsführung abgegeben und das Unternehmen zum 1. September 2010 verlassen hatten – im August 2010 hatte wer-kennt-wen noch über 163 Mio. Seitenbesuche (Unique Visits) – ging die Nutzung der Plattform deutlich zurück, im Oktober 2013 verzeichnete die Seite noch 23 Millionen monatliche Seitenbesuche.
Mittels eines Relaunchs im Oktober 2013 versuchten die Betreiber, den Schwund an Online-Besuchern einzudämmen, indem sie neue Funktionen und ein neues Design einführten. In den ersten vier Monaten nach dem Relaunch nahm die Anzahl der Seitenzugriffe rapide um über 40 Prozent von anfangs 23 Mio. auf rund 13 Mio. ab.
Am 28. März 2014 kündigte RTL interactive die Trennung von werkenntwen nach massiven Reichweitenverlusten an. Es wurde zunächst nach Investoren gesucht. Der massive Nutzerverlust von werkenntwen war, wie bei anderen sozialen Plattformen, vor allem auf den Erfolg des amerikanischen Online-Netzwerks Facebook zurückzuführen.
Anfang Mai 2014 verkündete RTL interactive die Einstellung zum 1. Juni 2014. Von der Schließung der Plattform waren 40 Mitarbeiter betroffen.

## Funktionen
Die Anzahl der Bekanntschaften sowie deren Namen waren innerhalb von werkenntwen einsehbar. Es gab eine Funktion zur Suche nach anderen Personen, Schulen, Vereinen oder Gruppen, auch über die in Profilen hinterlegten Interessen. Es gab Status-Veröffentlichungen Was machst Du gerade?, die auch außerhalb der Plattform sichtbar gemacht werden konnten. Es gab ein Gästebuch. Man konnte zu einem Thema „Gruppen“ bilden oder bereits bestehenden Gruppen beitreten. Eine weitere Funktion war das Erstellen von „Fotoalben“ bzw. das Hochladen von Fotos. Mit „Foto Tagging“ konnten einzelne Personen auf Fotos mit deren Benutzerkonten verlinkt werden. Regelverstöße anderer Nutzer bzw. Gruppen konnten mit dem Button „Melden“ gemeldet werden. Bestimmte Personen konnten auf eine Ignorierliste gesetzt werden. Eine anschließende Kontaktaufnahme bzw. Ansicht des Profils war dann nicht mehr möglich. „Meine Seite für andere“: Der Nutzer konnte sich sein Profil so anzeigen lassen, wie andere Leute bei werkenntwen es sehen würden (Ansichten für „Leute, die ich kenne“, „Leute, die ich nicht kenne“ und „Leute, die ich ignoriere“). Es konnten andere Personen eingeladen werden, bei werkenntwen beizutreten. Mithilfe der Klassenfunktionen konnte man die ehemalige oder aktuelle Schule oder Hochschule ins Profil eintragen und alle Leute nach Jahrgang sortiert wiederfinden, die sich bereits zu dieser Schule oder Hochschule eingetragen haben. Für Prominente gab es ein Promi-Profil. Weiters konnte man ein AusKenner werden, dies waren Mitglieder, die Fragen anderer Nutzer zu Funktionen beantworteten. Es gab Apps für Android, iOS, Windows Phone und Blackberry, sowie Spiele für werkenntwen.

## Nutzer
Werkenntwen richtete sich an Nutzer ab 14 Jahren, hatte aber auch viele ältere Mitglieder. Der Großteil der Nutzer kam anfangs aus Rheinland-Pfalz, Hessen und dem Saarland. Seit 2009 stand werkenntwen in Österreich und der Schweiz mit identischem Funktionsumfang zur Verfügung.
Im Februar 2012 hatte Werkenntwen 9,6 Millionen registrierte Nutzer, davon waren laut Comscore im März 2013 knapp 2,1 Millionen tatsächlich auf der Plattform aktiv.

## Privatsphäre und Sicherheit
Die von den Nutzern im Registrierungsprozess angegebene E-Mail-Adresse wurde anderen nicht angezeigt. Außerdem hatten die Mitglieder die Möglichkeit, in ihren Privatsphäre-Einstellungen festzulegen, von wem sie Nachrichten erhalten möchten und wer welche Profilangaben sehen darf: „Nur ich selbst“, „Nur Leute, die ich kenne“ und „Alle innerhalb von wer-kennt-wen“.
In externen Suchmaschinen wurden Profile von wer-kennt-wen.de generell nicht angezeigt, sondern diese waren erst nach Login auf der Plattform einsehbar.
Der Nutzer konnte in seinen Privatsphäre-Einstellungen auswählen, ob er regionale Werbung und Werbung, die zu ihm passt, ausgespielt haben möchte. Ansonsten sah er allgemeine Werbung. Seit 2010 wurden der Benutzername und das Passwort über eine SSL-verschlüsselte Verbindung übertragen.
Auf einer eigenen Sicherheitsseite informierte der Betreiber über Sicherheitsfunktionen und wies darauf hin, wie man sein Profil sicherer einstellt.
Studie zur Privatsphäre und Sicherheit

Eine Studie des Fraunhofer-Instituts für Sichere Informationstechnologie mit Stand von Ende August 2008 hatte die verschiedenen Aspekte bezüglich der Sicherheit der Plattform wer-kennt-wen untersucht.
Die Studie hob lobend hervor, dass das Abmelden bei wer-kennt-wen problemlos und einfach ist. Der Löschvorgang der Daten konnte zeitlich leicht verzögert erfolgen. Allerdings blieben Texteinträge außerhalb des Profils bestehen, auch wenn der zugehörige Benutzername auf gelöschter Benutzer geändert wurde. Die Einstellungen für die Privatsphäre waren einfach zu finden und übersichtlich angeordnet. Hilfetexte erleichterten es dem unerfahrenen Nutzer, sich zurechtzufinden.
Die Zugriffskontrolle unterschied zwischen direkten Kontakten (ersten Grades) und allen Nutzern. Viele persönliche Benutzerdaten konnten infolgedessen nur für diese beiden Personenkreise freigegeben werden. Der Nutzer konnte sich auch entscheiden, gar keine Daten freizugeben. Negativ war in der Studie aufgefallen, dass weder die Kontaktliste noch die Gruppen, denen der Benutzer angehörte, dieser Zugriffskontrolle unterlagen. So wäre zum Beispiel über den Kreis der Kontakte eine Identifikation des Nutzers möglich gewesen, auch wenn er dieses nicht wünscht. Über die Gruppennamen konnte unter Umständen zum Beispiel auf eine religiöse Zugehörigkeit geschlossen werden. Später wurde jedoch die Möglichkeit geschaffen, Gruppen zu verbergen.
Bilder waren extern abrufbar, beim Hochladen wurde mit einer Warnung auf diesen Sachverhalt hingewiesen.

## Jugendschutz
Jugendliche unter 18 Jahren hatten automatisch restriktivere Privatsphären-Einstellungen voreingestellt als erwachsene Nutzer: So wurden Kontaktdaten wie Straße oder Telefonnummer niemandem angezeigt – diese Informationen mussten aktiv freigeschaltet werden. Jugendliche konnten nur mit ihrer Zustimmung auf Fotos verlinkt werden. Außerdem konnten sie Nachrichten nur von ihren Kontakten erhalten.
Die Betreiber hatten eine Jugendschutzseite mit Informationen für Eltern und Lehrer sowie Regeln und Tipps für Jugendliche zum sicheren Umgang mit wer-kennt-wen eingerichtet.
wer-kennt-wen war ordentliches Mitglied in der Freiwilligen Selbstkontrolle Multimedia-Diensteanbieter e. V. (FSM) und beteiligte sich an der vom Bundesministerium für Ernährung, Landwirtschaft und Verbraucherschutz sowie vom Bundesministerium für Familie, Senioren, Frauen und Jugend geförderten Aufklärungskampagne „watch your web“, die Kinder und Jugendliche für den Umgang mit ihren Daten im Internet sensibilisieren soll.
Im März 2009 hatte wer-kennt-wen mit weiteren deutschen Mitbewerbern einen Selbstverpflichtungskodex unterzeichnet. Der Selbstverpflichtungskodex umfasste Maßnahmen, die Jugendschutz, Datenschutz und Verbraucherschutz in den deutschen Angeboten einheitlicher regelten und für die Nutzer transparenter machten. Die freiwillige Selbstverpflichtungserklärung beinhaltete unter anderem die Verpflichtung auf umfassende Möglichkeiten der Privatsphäre-Einstellungen für die Nutzer, die Bereitstellung von direkten Beschwerdemöglichkeiten bei Verstößen gegen die Regeln der Community, die Möglichkeit, andere Nutzer zu „ignorieren“, sowie die Aufklärung der Nutzer durch deutliche Hinweise innerhalb der Plattform z. B. auf die verschiedenen Privatsphäre-Einstellungen.

## Kritik
Es war keine pseudonyme Nutzung der Plattform vorgesehen. Einige Benutzer umgingen das jedoch mit der Angabe eines falschen Namens bei der Anmeldung, auch wenn dieses Verhalten den Allgemeinen Geschäftsbedingungen des Betreibers widersprach und zum Ausschluss von der Plattform führen konnte.
In der Standardkonfiguration waren einige Daten eines neuen Profils für alle Benutzer der Plattform freigegeben.
Dies galt nicht für jugendliche Mitglieder. Die Privatsphäre-Einstellungen Minderjähriger waren so voreingestellt, dass nur direkte Kontakte ihre Profilinhalte sehen und sie anschreiben konnten.
Es war bei Kenntnis einer Bild-URL möglich, diese aus jedem Webbrowser heraus aufzurufen, ohne Mitglied der Plattform zu sein.
Ein Nutzer in der wer-kennt-wen-Community hatte Teile eines Liedtextes von Prinz Pi sowie von K.I.Z zitiert. WikiLeaks wurden Informationen zugespielt, dass die Benutzerdaten ohne Benachrichtigung des Betroffenen der Polizei gemeldet wurden. Nach Angaben des Direktors des Amtsgerichts Kaiserslautern habe die Polizei im Zuge anderer Ermittlungen das Nutzerprofil aufgerufen und dabei die Zitate entdeckt. In dem ergangenen Strafbefehl wurde dem Nutzer zur Last gelegt, mit den nicht als Zitate kenntlich gemachten Liedtexten den öffentlichen Frieden gestört zu haben. Schon vor diesen Ermittlungen wurden bei dem Nutzer eine Messersammlung und eine Paintballausrüstung beschlagnahmt.
Das im Oktober 2013 eingeführte Redesign der Plattform stieß auf Kritik. Innerhalb des Netzwerkes bildeten sich Gruppen, teilweise mit tausenden von Mitgliedern, die sich sehr kritisch mit dem „neuen wkw“ auseinandersetzten. Kritisiert wurden vor allem die optische Annäherung an Facebook und Google+, wodurch der eigenständige Charakter von werkenntwen, der „feine Unterschied zu facebook“, weitgehend verloren gegangen sei, sowie die Unübersichtlichkeit und der verschachtelte Aufbau des neuen Systems, worunter die Bedienerfreundlichkeit gelitten habe. Hinzu kam, dass die neue Software unausgereift erschien, monatelang Systemfehler aufwies und es immer wieder zu Fehlfunktionen kam. Eines der beliebtesten Features, ein Kalender, über den man sich mit anderen Mitgliedern verabreden konnte, wurde abgeschaltet.

## Finanzierung
- Displayvermarktung durch die IP Deutschland
- Kooperationen, Social Media Integrationen, individuelle Konzepte
- Lokale Anzeigen
- wkw-Mobil: Im Oktober 2009 startete der Mobilfunk-Tarif des sozialen Netzwerkes wer-kennt-wen.de in Kooperation mit dem Telekommunikationskonzern Vodafone.
- wkw-Partys
- wkw-Shop

## Auszeichnungen
- OnlineStar in der Kategorie Social-Communities (Oktober 2008)
- werkenntwen wurde 2012 als „Website des Jahres 2012“ in der Kategorie „Gemeinschaftsportale & Soziale Netzwerke“ in den Kriterien „Beste Website“ und „Beliebteste Website“ ausgezeichnet.
- Die Nutzerbetreuung von werkenntwen wurde im Jahr 2012 als „Service Champion 2012“ ausgezeichnet.
- Auszeichnung des Unternehmensblogs „wkw-Blog“ mit einer Shortlist-Nominierung beim Deutschen Preis für Onlinekommunikation
- werkenntwen gewann 2013 den Preis „Beliebteste Website des Jahres“ in der Kategorie „Gemeinschaftsportale & Soziale Netzwerke“.